# Каттнер, Генри
Генри Каттнер (англ. Henry Kuttner; 7 апреля 1915, Лос-Анджелес — 4 февраля 1958, Санта-Моника) — американский писатель-фантаст из окружения Лавкрафта.

## Биография
Сын книготорговца. Окончил Южно-Калифорнийский университет в 1954 году.
Первый рассказ, «Кладбищенские крысы», Каттнер опубликовал в 1936 году в pulp-журнале «Weird Tales». Этот рассказ, как и несколько его других ранних вещей («Пожиратели душ» и др.), принадлежит к жанру «рассказов ужасов», написанных в готическом стиле. Первый полностью научно-фантастический рассказ, «Рыцари космических дорог», автор напечатал в 1937 году.
Примерно тогда же он познакомился со своей будущей женой, писательницей Кэтрин Люсиль Мур. Они оба входили в «кружок Лавкрафта» — группу писателей, которые переписывались с Говардом Лавкрафтом. В 1940-е и 1950-е годы Каттнер и Мур почти всегда писали вместе, главным образом потому, что Каттнеру платили больше за страницу. Их совместная работа была так тесна, что они часто сами не помнили, кто написал какую часть текста. Большая часть работ Каттнера опубликована под псевдонимами, наиболее известные из которых — Лоуренс О’Доннелл, Кейт Хэммонд, Льюис Пэджет и Уилл Гарт. Под первым он выступал вместе с женой, под другими — самостоятельно.
Каттнер и Мур являются признанными мастерами иронического фантастического рассказа. Многие их произведения стали классикой жанра — например, цикл о мутантах Хогбенах со Среднего Запада США (5 рассказов), цикл об изобретателе Гэллегере (5 рассказов); рассказы «Пегас», «Шок», «Жилищный вопрос», «Все тенали бороговы…», «День не в счёт», «Жил-был гном»; роман «Источник миров» и некоторые другие.
Роман Каттнера «Тёмный мир» (The Dark World) вдохновил Роджера Желязны, по его собственному признанию, на написание серии романов «Хроники Амбера».
Каттнер был блистательным шутником, прекрасным собеседником, легко сходился с людьми и был щедр на идеи (некоторые идеи его ранних рассказов использовали позже Сибери Квинн и Хоффман Прайс).
Для творчества писателя характерно использование классических сюжетных мотивов научной фантастики (путешествия во времени, космические полёты, роботы, телепатия) и их оригинальные литературные разработки.
Генри Каттнер скоропостижно скончался от инфаркта 4 февраля 1958 года, не дожив двух месяцев до 43 лет.

### Серии
- Крепости (англ. Keeps)
  - Ночная битва (англ. Clash by Night), (1943)
  - Ярость (англ. Fury), (1947 первая публикация 1950), позже опубликован под названием «Пункт назначения: Бесконечность» (англ. Destination Infinity), (1958)
- Гэллегер (англ. Gallegher)
  - Этот мир — мой! (англ. The World Is Mine), (1943)
  - Идеальный тайник (англ. Time Locker), (1943)
  - Робот-зазнайка (англ. The Proud Robot), (1943)
  - Гэллегер Бис (англ. Gallegher Plus), (1943)
  - Ex Machina (1948)

- Хогбены (англ. Hogben)
  - Военные игры (англ. The Old Army Game), (1941)
  - Профессор накрылся (англ. Exit the Professor), (1947)
  - Котёл с неприятностями (Pile of Trouble; 1948)
  - До скорого! (англ. See You Later), (1949)
  - Пчхи-хологическая война (англ. Cold War), (1949)

- Мифы Ктулху
  - Тайна Кралица» (англ. The Secret of Kralitz), (1936)
  - Пожиратель душ» (англ. The Eater of Souls), (1937)
  - Ужас Салема (англ. The Salem Horror), (1937)
  - Зловещий поцелуй (англ. The Black Kiss), (1937)
  - Насмешка Друм-Ависты (англ. The Jest of Droom-Avesta), (1937)
  - Семя Дагона» (англ. Spawn of Dagon), (1938)
  - Гидра (англ. Hydra), (1939)
  - Лягушка (англ. The Frog), (1939)
  - Захватчики (англ. The Invaders), (1939)
  - Колокола Ужаса (англ. Bells of Horror), (1939)
  - Охота (англ. The Hunt), (1939)

### Романы
- Планета — шахматная доска (англ. Chessboard Planet), (1946)
- Тёмный мир (англ. The Dark World), (1946)
- Долина пламени (англ. Valley of the Flame), (1946)
- Маска Цирцеи (англ. The Mask of Circe), (1948)
- За земными вратами (англ. Beyond Earth's Gates), (1949)
- Источник миров (англ. The Well of the Worlds), (1952)
- Мутант (англ. Mutant (the Baldie stories)), (1953)
  - Сын несущего расходы (англ. The Piper's Son), (1945)
  - Три слепые мыши (англ. Three Blind Mice), (1945)
  - Лев и Единорог (англ. The Lion and the Unicorn), (1945)
  - Нищие в бархате (англ. Beggars in Velvet), (1945)
  - Шалтай-Болтай (англ. Humpty Dumpty), (1953)

### Рассказы
- Кладбищенские крысы (англ. The Graveyard Rats), (1936)
- Лунный Голливуд (англ. Hollywood on the Moon), (1938)
- Тень на стене (англ. The Shadow on the Screen), (1938)
- Да будет проклят этот город (англ. Cursed Be the City), (1939)
- Ореол (англ. The Misguided Halo), (1939)
- Цитадель тьмы (англ. The Citadel of Darkness), (1939)
- Пегас (англ. Pegasus), (1940)
- Порог (англ. Threshold), (1940)
- Доктор Циклоп (англ. Dr. Cyclops), (1940)[1]
- Жил-был гном (англ. A Gnome There Was), (1941)
- Наш демон-хранитель (англ. The Devil We Know), (1941)
- Алмазная свинка (англ. Piggy Bank), (1942)
- Маскарад (англ. Masquerade), (1942)
- Порочный круг (англ. Deadlock), (1942)
- Привет от автора (англ. Compliments of the Author), (1942)
- Твонк (англ. The Twonky), (1942)
- Всё тенали бороговы… (англ. Mimsy Were the Borogoves), (1943)
- Железный стандарт (англ. The Iron Standard), (1943)
- Призрак (англ. Ghost), (1943)
- Самая большая любовь (англ. N**Greater Love), (1943)
- Шок (англ. Shock), (1943)
- Жилищный вопрос (англ. Housing Problem), (1944)
- Когда рубится сук (англ. When the Bough Breaks), (1944)
- Маскировка (англ. Camouflage), (1945)
- Что вам нужно (англ. What You Need), (1945)
- Авессалом (англ. Absalom), (1946)
- Лечение (англ. The Cure), (1946)
- Мелкие детали (англ. The Little Things), (1946)
- Назовём его демоном (англ. Call Him Demon), (1946)
- Чёрный ангел (англ. The Dark Angel), (1946)
- Лучшее время года( англ. Vintage Season), (1946)
- Музыкальная машина (англ. Juke-Box), (1947)
- Исполнение желаний (англ. Happy Ending), (1948)
- Недрёманое око (англ. Private Eye), (1949)
- Голос омара (англ. The Voice of the Lobster), (1950)
- Небо рушится (англ. The Sky Is Falling), (1950)
- Механическое эго (англ. The Eg**Machine), (1952)
- Сим удостоверяется (в другом переводе «Залог») (англ. Satan Sends Flowers), (1953)
- А как же ещё? (англ. Or Else), (1953)
- День не в счёт / День, которого нет (англ. Year Day), (1953)
- Двурукая машина (англ. Two-Handed Engine), (1955)
- Перекрёсток столетий (англ. A Cross of Centuries), (1958)

## Переводы на русский язык
Переводы первых рассказов писателя были опубликованы в СССР в 1965 году. Первый авторский сборник «Робот-зазнайка» вышел в 1968 году в Москве, в серии «Зарубежная фантастика» издательства «Мир». Роман Подольный писал:

Творчество Каттнера дошло до нас, «как свет давно умерших звезд». Первый сборник на русском языке, о котором и идёт речь, вышел почти точно через десять лет после смерти автора.

В последующие годы, в составе разных книжных серий, были изданы ещё несколько сборников писателя.